# لورين ماير
لورين ماير (بالإنجليزية: Loren Meyer)‏ مواليد 30 ديسمبر 1972 في إميستسبيرغ، هو لاعب كرة سلة أمريكي سابق. بدأ مسيرته الاحترافية في سنة 1995. تم اختياره من قبل فريق دالاس مافيريكس خلال الدرافت. يبلغ طوله 6 قدم 10 بوصة (2.1 م). اعتزل اللعب في 2001. أحرز خلال مسيرته في الإن بي إيه 645 نقطة بمعدل 4.6 نقاط في المباراة الواحدة.

## المسيرة الاحترافية
لعب مع دالاس مافيريكس من سنة 1995 إلى 1997، ثم لعب مع فينيكس صنز في موسم 1996–1997، ثم لعب مع دنفر ناغتس في سنة 1999، ثم لعب مع تشيشير فونيكس في موسم 2000–2001.

## روابط خارجية
- لورين ماير على موقع إن بي أي (الإنجليزية)
- لورين ماير على موقع سبورتس رفرنس (الإنجليزية)
- لورين ماير على موقع كرة السلة الأوروبية.كوم (الإنجليزية)
- لورين ماير على موقع كلية كرة السلة في سبورتس رفرنس.كوم (الإنجليزية)
- لورين ماير على موقع ريلجم (الإنجليزية)
- لورين ماير على موقع بروبوليرز (الإنجليزية)